# Sant Llorenç de Saraís
Sant Llorenç de Saraís és l'antiga església parroquial romànica del poble abandonat de Saraís. No va entrar, atès el seu estat, en ruïnes, en el catàleg de monuments historicoartístics de la vall, ni en el de Patrimoni de la Humanitat de la UNESCO, més recent. Pertany al terme municipal de la Vall de Boí, dins de l'antic terme de Durro, a l'Alta Ribagorça. De l'església romànica, només en queda un fragment de l'absis, inserit en un altre edifici posterior que actualment serveix de cleda per al bestiar. Es tracta d'una obra del segle xi, amb un aparell senzill, però acurat. Es tracta de la base del campanar, conservat fins a uns 2 metres d'alçada, amb una amplada d'1,5 m. És molt probable que la resta de l'església fos aprofitada per a bastir, modernament, l'església que hi ha al costat mateix.